# Município de Liberty (condado de Seneca, Ohio)
O município de Liberty (em inglês: Liberty Township) é um município localizado no condado de Seneca no estado estadounidense de Ohio. No ano de 2010 tinha uma população de 2.035 habitantes e uma densidade populacional de 21,61 pessoas por km².

## Geografia
O município de Liberty encontra-se localizado nas coordenadas 41° 11′ 42″ N, 83° 15′ 00″ O. Segundo a Departamento do Censo dos Estados Unidos, o município tem uma superfície total de 94.15 km², da qual 94,12 km² correspondem a terra firme e (0,04 %) 0,03 km² é água.

## Demografia
Segundo o censo de 2010, tinha 2.035 habitantes residindo no município de Liberty. A densidade populacional era de 21,61 hab./km². Dos 2.035 habitantes, o município de Liberty estava composto pelo 97,1 % brancos, o 0,39 % eram afroamericanos, o 0,15 % eram amerindios, o 0,74 % eram asiáticos, o 0,88 % eram de outras raças e o 0,74 % eram de uma mistura de raças. Do total da população o 4,67 % eram hispanos ou latinos de qualquer raça.